# Federica Radicchi
Federica Radicchi (* 21. Dezember 1988 in Rom) ist eine ehemalige italienische Wasserballspielerin. Sie war Olympiazweite 2016, Weltmeisterschaftsdritte 2015 sowie Europameisterschaftszweite 2006 und Europameisterschaftsdritte 2016.

## Sportliche Karriere
Federica Radicchi gehörte mit Unterbrechungen von 2006 bis 2017 zur italienischen Nationalmannschaft. Ihre erste internationale Medaille erhielt sie bei der Europameisterschaft 2006 in Belgrad. Die Italienerinnen gewannen ihre Vorrundengruppe und siegten im Halbfinale mit 15:10 gegen die Spanierinnen. Im Endspiel unterlagen sie den Russinnen mit 10:12.
Bei den Olympischen Spielen 2012 in London unterlagen die Italienerinnen im Viertelfinale der Mannschaft aus den Vereinigten Staaten und belegten am Ende den siebten Platz. Radicchi warf insgesamt vier Tore, davon eins im Viertelfinale. 2013 unterlagen die Italienerinnen bei der Weltmeisterschaft in Barcelona im Achtelfinale der griechischen Mannschaft nach Penaltyschießen. Radicchi, die bis dahin drei Turniertore geworfen hatte, war am Penaltywerfen nicht beteiligt. Im Jahr darauf bei der Europameisterschaft 2014 in Budapest unterlagen die Italienerinnen im Halbfinale den Niederländerinnen nach Penaltyschießen. Im Spiel um den dritten Platz unterlagen die Italienerinnen den Ungarinnen mit 9:10. Radicchi steuerte insgesamt acht Treffer bei. Bei der Weltmeisterschaft 2015 in Kasan gewannen die Italienerinnen im Viertelfinale mit 9:6 gegen die Griechinnen. Nach einer Halbfinalniederlage gegen die Niederländerinnen im Penaltyschießen trafen die Italienerinnen im Spiel um den dritten Platz auf die Australierinnen und siegten nach Penaltyschießen. Radicchi warf zwei ihrer sechs Turniertore im Halbfinale.
Anfang 2016 fand in Belgrad die Europameisterschaft statt. Die Italienerinnen unterlagen im Halbfinale den Ungarinnen, gewannen aber das Spiel um den dritten Platz mit 10:9 gegen die Spanierinnen. Bei den Olympischen Spielen 2016 in Rio de Janeiro gewannen die Italienerinnen ihre Vorrundengruppe, wobei Radicchi eins der 27 Tore warf. Beim Viertelfinalsieg gegen die Chinesinnen steuerte Radicchi einen Treffer bei. Im Halbfinale beim 12:9 gegen die Russinnen warf sie ebenfalls ein Tor. Im Finale siegte das Team aus den Vereinigten Staaten mit 12:5. Radicchi war im Finale mit zwei Toren erfolgreichste Werferin ihrer Mannschaft. 2017 bei der Weltmeisterschaft in Budapest unterlagen die Italienerinnen im Viertelfinale den Russinnen und belegten letztlich den sechsten Platz.
Im Verein spielte Radicchi zunächst in Rom und dann fünf Jahre bei Associazione Sportiva Orizzonte Catania. Mit diesem Verein gewann sie zwei italienische Meistertitel. Von 2014 bis 2017 trat Radicchi für Waterpolo Messina an.